# زبرماهی‌های تابناک
زبرماهی‌های تابناک (نام علمی: Aulotrachichthys) نام یک سرده از خانواده لیزابه‌سر است.

## گونه‌ها
- زبرماهی تابناک غربی
- زبرماهی تابناک برزیلی
- زبرماهی تابناک هاوایی
- زبرماهی تابناک فیلیپینی
- زبرماهی نیوزیلندی
- زبرماهی تابناک آرام غربی
- زبرماهی طلایی
- زبرماهی تابناک سایا دمالیا